# Kartusz (ozdoba)

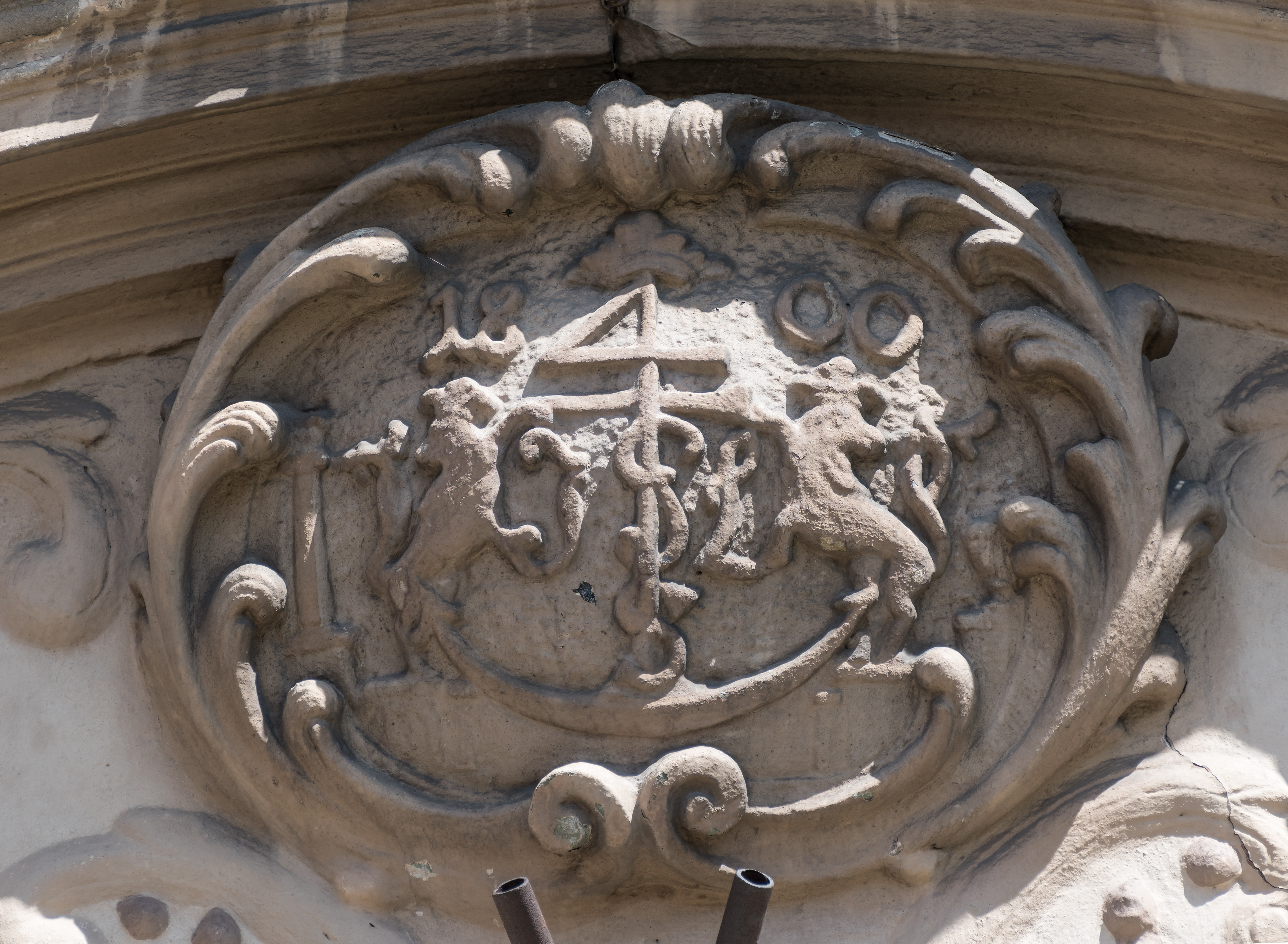
Kartusz na budynku w Głuszycy

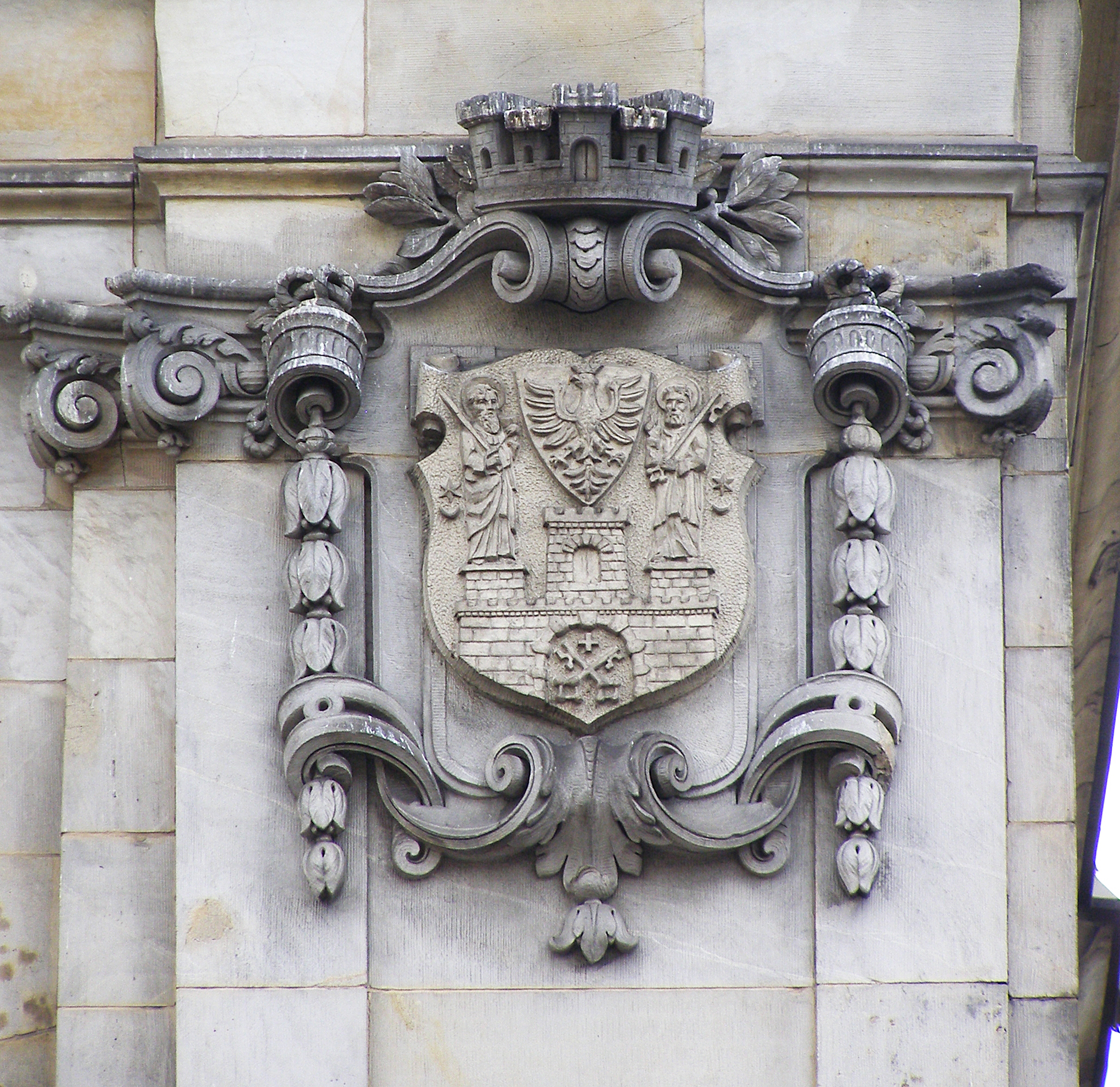
Kartusz z herbem Poznania

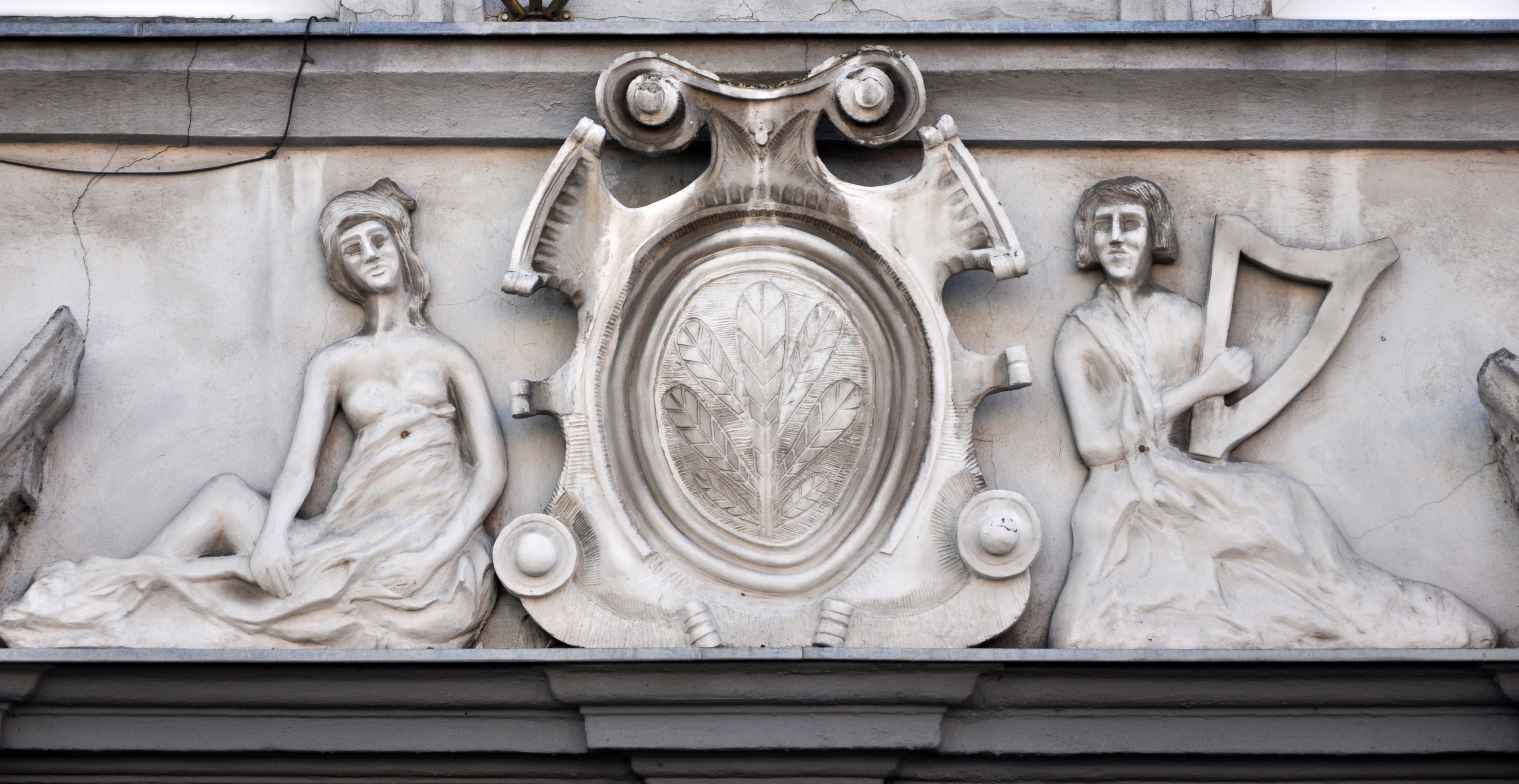
Kartusz flankowany postaciami muz

Kartusz (fr. cartouche) – ozdobne obramowanie tarczy herbowej, emblematu, monogramu, napisu lub malowidła, a także motyw ornamentowy w postaci ozdobnej tarczy.
Od XV do XIX wieku stanowił jeden z najpopularniejszych motywów zdobniczych w sztuce, głównie w architekturze.
Kartusz przybierał różne kształty – początkowo owalny lub sercowaty, później, zwłaszcza w epoce renesansu we Włoszech, zaczął przybierać formy inspirowane wzorami antycznymi.  W manieryzmie, baroku i stylu rokkoko najczęściej był prostokątny z dekoracją w postaci ornamentu – wolutowego, zwijano-okuciowego, chrząstkowo-małżowinowego, akantowego, wstęgowo-cęgowego lub rocaille. Bywał flankowany lub podtrzymywany przez putta, zwierzęta, anioły itp..

Jako motyw ornamentalny przybierał formę ozdobnej karty z zawiniętymi brzegami.
Wykonywany był z kamienia, drewna, metalu, stiuku w różnych technikach.

Kartusz był stosowany w dekoracji architektonicznej m.in. na elewacjach, umieszczany na nagrobkach, epitafiach, ceramice, wyrobach jubilerskich, medalach, monetach, a także w malarstwie.

W epokach późniejszych jego rola stopniowo ograniczyła się do funkcji heraldycznych i symbolicznych.